# Lisa Maxwell
Lisa Maxwell (Londen, 24 november 1963) is een Engelse actrice. Ze is gehuwd met beeldhouwer Paul Jessup en heeft met hem een dochter.
Maxwell volgde een opleiding aan de "Italia Conti Academy". Op 11-jarige leeftijd verscheen ze voor het eerst op tv in het schoolprogramma "A Place Like Home" en in 1981 nam ze deel aan het BBC-programma A Song for Europe als lid van de groep "Unity". Ze eindigden laatste met het lied "For Only a Day".
Haar filmdebuut was in 1982 in Remembrance en in hetzelfde jaar speelde ze in de film The Dark Crystal de stem van Kira. Twee jaar later, in 1985 won ze een tv-wedstrijd en werd daarmee presentator, naast de andere winnaar Jeremy Legg, van het BBC 2-muziekprogramma No limits. Hierna werd Maxwell presentator van verschillende kinderprogramma's en in 1991 kreeg ze haar eigen tv-show, The Lisa Maxwell Show. De show was niet zo een groot succes en werd na 6 afleveringen afgevoerd.
In 1993 werd Maxwell aanvankelijk gecast voor de rol van Daphne Moon in Frasier, maar na meningsverschillen met de producers, werd ze vervangen door Jane Leeves. Maxwell keerde verbitterd terug naar Engeland.
Van 2002 tot 2009 vertolkte ze de rol van Detective Inspector Samantha Nixon in The Bill. Haar laatste opnamedag was 20 maart 2009.
Begin 2009 deed ze samen met The Bill collega Patrick Robinson mee aan de Britse versie van Let's Dance met een Riverdance-act. Ze haalden de finale, maar kregen niet genoeg stemmen van het publiek voor de overwinning.